# NGC 6211
NGC 6211 (другие обозначения — UGC 10516, MCG 10-24-27, ZWG 299.14, KAZ 82, 7ZW 655, PGC 58775) — линзообразная галактика (SB0) в созвездии Дракон.
Этот объект входит в число перечисленных в оригинальной редакции «Нового общего каталога».
В галактике вспыхнула сверхновая SN 2013cw типа Ia, её пиковая видимая звездная величина составила 16,9.